# سقط جنین در بنگلادش
سقط جنین در بنگلادش در بیشتر شرایط غیرقانونی است، اما از روش «تنظیم قاعدگی» به‌عنوان روشی جایگزین استفاده می‌شود. بنگلادش هنوز قانون جزایی ۱۸۶۰ را اجرا می‌کند، که مطابق آن سقط جنین خودخواسته (عمدی) غیرقانونی است مگر اینکه جان زن در خطر باشد.
از نظر تاریخی، سقط جنین به ویژه در سال‌های پس از جنگ استقلال بنگلادش رایج بوده‌است. به عنوان مثال، در سال ۱۹۷۲، قانون‌گذاران اجازه سقط جنین را برای آن دسته از زنانی که در طول جنگ مورد تجاوز قرار گرفته‌اند، صادر کردند. در سال ۱۹۷۶، «سیاست ملی کنترل جمعیت بنگلادش» تلاش کرد تا سقط جنین را در سه‌ماهه اول بارداری قانونی کند.

از سال ۱۹۷۹، روش «تنظیم قاعدگی» جایگزینی مطلوب برای سقط جنین عمدی بوده‌است، و از نظر قانونی مجاز است زیرا حاملگی نمی‌تواند محقق شود. در سال ۲۰۱۲، «ریاست کل سازمان داروی بنگلادش» ترکیب میفپریستون و میزوپرستول را برای سقط پزشکی جنین قانونی کرد.

## تنظیم قاعدگی
تنظیم قاعدگی که بخشی از برنامه تنظیم خانواده در بنگلادش از سال ۱۹۷۹ بوده‌است، روشی است که از آسپیراسیون با ایجاد خلاء غیرخودکار (دستی) استفاده می‌کند تا باردار شدن را پس از عقب افتادن قاعدگی غیرممکن سازد. انجام این عمل ساده است و با تجهیزات ارزان قیمت قابل انجام است. این روش همچنین بدون استفاده از بیهوشی انجام می‌شود.
یک پژوهش در مورد «تنظیم قاعدگی» که در سال ۲۰۱۳ انجام شد، ۶۵۱ زن رضایت‌دهنده را از ۱۰ مرکز مختلف در بنگلادش، که به دنبال «تنظیم قاعدگی» بودند و حدود ۶۳ روز یا کمتر از سیکل قاعدگی خود عقب افتاده بودند، مورد مطالعه قرار داد. به آنها حدود ۲۰۰ میلی‌گرم میفپریستون و سپس ۸۰۰ میلی‌گرم میزوپرستول داده شد. پژوهش‌گران دریافتند که ۹۳ درصد از زنان بدون استفاده از مداخله جراحی، رحم را تخلیه کرده‌اند و ۹۲ درصد از زنان از مصرف قرص‌ها و بقیه درمان راضی بوده‌اند.
اگرچه مراکز انجام «تنظیم قاعدگی» متمرکز و رایگان هستند، بسیاری از زنان هنوز به دلیل موانع اجتماعی-اقتصادی و انگ اجتماعی بدان دسترسی ندارند. اگر بارداری بیش از ۱۰ هفته باشد، مراکز هزینه اضافی دریافت می‌کنند و بسیاری از زنان از این روش بی اطلاع هستند یا با مخالفت مردان با انجامش مواجه می‌شوند. در نتیجه برخی از زنان به سقط جنین غیرقانونی روی می‌آورند.

## سقط
سقط جنین در صورتی که برای نجات جان مادر لازم باشد، به‌طور قانونی توسط پزشک در بیمارستان انجام می‌شود. به‌جز این استثنا، شخصی که تحت هر شرایطی سقط جنین کند، از جمله زنی که خود سقط جنین کند، به جزای نقدی و حبس محکوم می‌شود.
تنظیم قاعدگی به زن این امکان را می‌دهد که ظرف ۱۰ هفته از آخرین قاعدگی، بارداری احتمالی خود را خاتمه دهد، اما روش‌های ناامن دیگر برای ختم بارداری در این کشور فراوان است. برای حل این معضل، یک شماره تلفن اختصاصی برای زنان ایجاد شد تا اطلاعاتی در مورد کنترل باروری، از جمله تنظیم قاعدگی کسب کنند
بر اساس مقاله‌ای از مؤسسه گوتماکر که بر اساس پژوهشی در منطقه روستایی «ماتلاب» منتشر شد، سقط جنین غیرقانونی با وجود در دسترس بودن روش‌های ایمن‌تر کنترل باروری به‌طور فزاینده‌ای رو به افزایش است.
مطالعه‌ای توسط «میزانور رحمان» و «جولی داوانزو» نشان داد که بین سال‌های ۲۰۰۰ تا ۲۰۰۸، احتمال مرگ یک زن در اثر عوارض سقط جنین غیرایمن بیشتر از خود زایمان بود و میزان مرگ مادر ناشی از زایمان مشابه میزان مرگ‌ومیر ناشی از عوارض تنظیم قاعدگی بود.
مطالعه دیگری در منطقهٔ «ماتلاب» نشان داد که بین سال‌های ۱۹۸۲ تا ۱۹۹۸، سقط جنین در بین دختران نوجوان مجرد حدود ۳۵ برابر بیشتر از دختران نوجوان متأهل شایع بود و در بین افراد کمتر از ۱۸ سال و آنهایی که تحصیلات ابتدایی را گذرانده بودند بسیار بیشتر بود.

## آمار
تا سال ۲۰۱۴، نرخ ملی مشارکت زنان در تنظیم قاعدگی به عنوان یک روش پس از نزدیکی، برای کنترل باروری، ۱۰ در هر ۱۰۰۰ زن ۱۵ تا ۴۹ ساله و نرخ ملی سقط جنین خودخواسته ۲۹ در هر ۱۰۰۰ زن در همان فاصله سنی بود. سازمان ملل تخمین زد که در سال ۲۰۰۰، نرخ سقط جنین ۴٫۰ سقط جنین به ازای هر ۱۰۰۰ زن ۱۵ تا ۴۴ ساله بود.
تنها ۴۲ درصد از مراکزی که انتظار می‌رفت خدمات تنظیم قاعدگی را ارائه دهند، عملاً این کار را انجام دادند. تنها نیمی از «کانون‌های همبستهٔ سلامت و رفاه خانواده» که مناطق روستایی به آنها متکی هستند، این خدمات را ارائه کردند. به گفته مؤسسه گوتماکر، حدود ۲۷ درصد از زنان (حدود ۱۰۵٬۰۰۰ نفر) سالانه از درخواست‌شان توسط این مراکز رد می‌شود. علاوه بر این، در سال ۲۰۱۴، حدود ۵۰ درصد از زنان متأهل بنگلادشی در مورد «تنظیم قاعدگی» چیزی نشنیده بودند.
در سال ۲۰۱۴، تخمین زده شد که بین ۵۲۳٬۸۰۸ تا ۷۶۹٬۲۶۹ سقط در سال در بنگلادش اتفاق می‌افتد.